# Euthanizer
Euthanizer è un film finlandese del 2017, scritto e diretto da Teemu Nikki. 

## Trama
In una foresta remota, vive lo scontroso Veijo, conosciuto nella piccola comunità montana come l'«Euthanizer». L'uomo è, infatti, noto per essere un terminatore di animali domestici. 

## Produzione
Matti Onnismaa è uno tra i volti più conosciuti del grande schermo finlandese. Nonostante sia apparso in oltre 200 pellicole, Euthanizer è il primo lungometraggio in cui interpreta un ruolo da protagonista. Riguardo al personaggio finzionale, il regista ha dichiarato: «Il personaggio di Charles Bronson ne L'eroe della strada è un po' come Veijo: entrambi sono considerati anziani, parlano solo quando hanno qualcosa da dire e indossano un bel cappello».

## Distribuzione
Presentato, in anteprima mondiale, al Toronto Film Festival, l'opera è stata distribuita, in seguito, in formato home video e in streaming. 

## Accoglienza
La stampa americana lo ha accolto positivamente. In particolare, la prestigiosa rivista Variety ha definito il cineasta europeo come «un talento da seguire e osservare».